# Schildomyia peruviana
Schildomyia peruviana är en tvåvingeart som beskrevs av Willi Hennig 1969. Schildomyia peruviana ingår i släktet Schildomyia och familjen tickflugor.
Artens utbredningsområde är Peru. Inga underarter finns listade i Catalogue of Life.